# Monte Branco do Tacul
O Monte Branco de Tacul (em francês:  Mont Blanc du Tacul) é um cume no Maciço do Monte Branco, nos Alpes Graios, em França. 
Situa-se entre a Aiguille du Midi e o Monte Branco, e, com os seus 4248 m de altitude, faz parte dos Cumes dos Alpes com mais de 4000 m sendo citado várias vezes nas 100 mais belas corridas de montanha.
A primeira ascensão teve lugar a 8 de agosto de 1855 pelo reverendo Charles Hudson e Edward John Stevenson, Christopher e James Grenville Smith, E. S. Kennedy, Charles Ainslie e G. C. Joad.

### Imagens externas
- «MMB: Imagens,Mont Blanc du Tacul»

Em «Zorgloob» o Glaciar de Talèfre e a localização da Aiguille Verte, Les Droites, Les Courtes, Aiguille de Triolet, Aiguille de Talèfre, Aiguille de Leschaux, Dent du Géant, Tour Ronde, Monte Branco do Tacul, Aiguille du Midi, Aiguille du Plan, Aiguille du Grépon, e Aiguille de l'M.

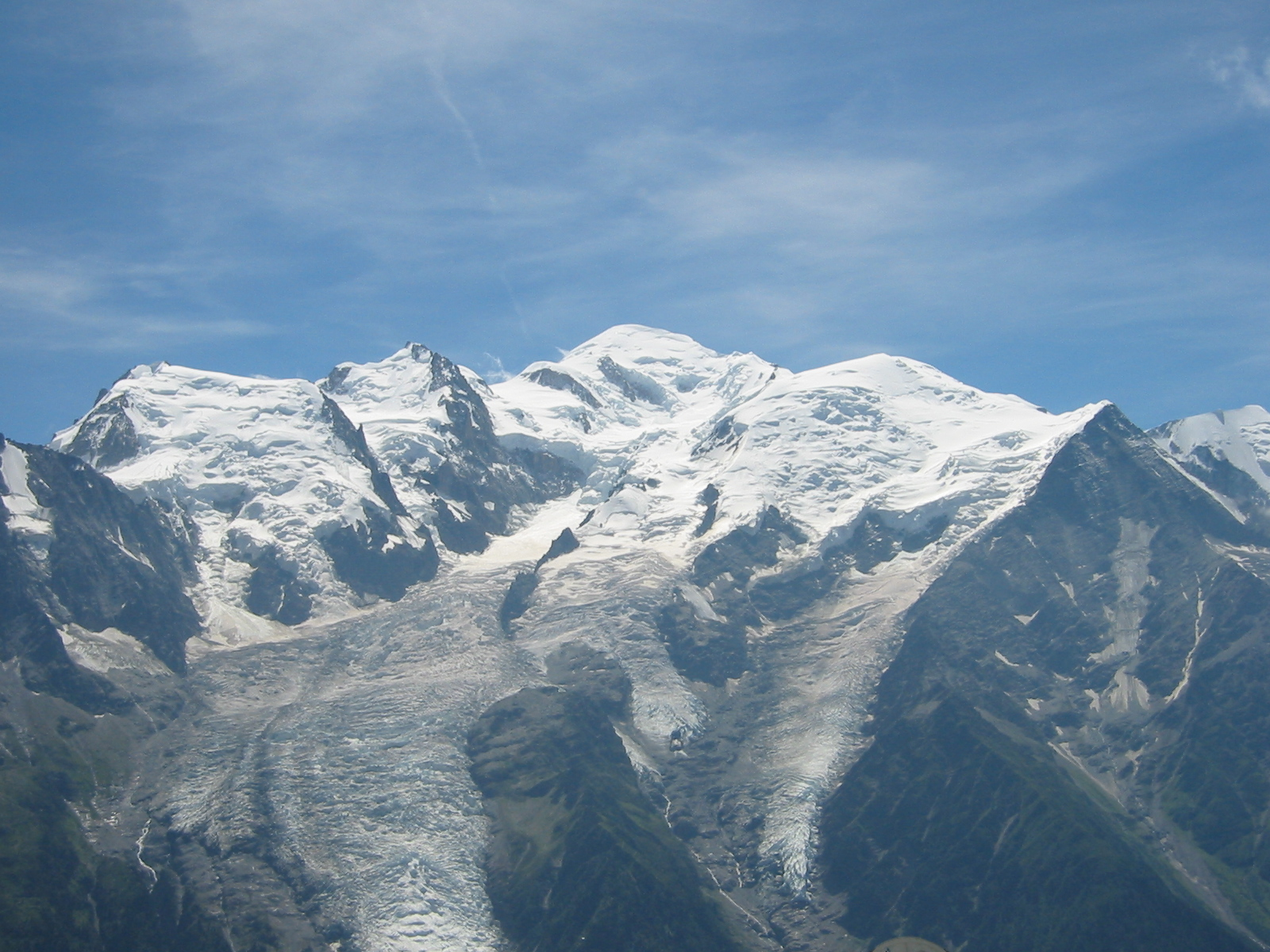
O Mont Blanc du Tacul (extremo esquerdo), o Monte Maudit (esq.) e o Monte Branco (centro)